# 李-恩菲爾德步槍
李-恩菲爾德步槍（英語：Lee-Enfield）是1895年至1956年英軍的制式手動步槍，有大量衍生型，是英聯邦國家的制式裝備。
李-恩菲爾德步槍發射.303英式口徑彈藥，取代英軍早期的馬提尼-亨利步槍、馬提尼-恩菲爾德步槍及李-梅特福德步槍，其後在1956年被L1A1 SLR取代，但部份英聯邦國家中仍有裝備，李-恩菲爾德步槍共生產逾1千7百萬把。

## 歷史及設計
1888年英国军队采用發射药为黑火藥.303口径李-梅特福弹匣式步枪（Magazine Lee-Metford），简称MLM步枪。李-恩菲爾德步槍衍生自.303口径枪弹的Lee-Metford改进型，.303口径枪弹改成无烟发射药后，由恩菲尔德兵工厂改进枪管膛线，1895年命名为李-恩菲尔德弹匣式步枪（Magazine Lee-Enfield），简称MLE步枪。为与后来的“短”步枪（SMLE）区别，MLM步枪和MLE步枪（枪管长30英寸，全长约1257mm）统称为“李氏长步枪”（Long Lees）。此外，还有供骑兵用的卡宾枪（全长约1013mm）。布尔战争之后，在李氏长步枪的基础上改进，首创“短步枪”的概念，名为“李-恩菲尔德弹匣式短步枪”（Short Magazine Lee-Enfield），简称SMLE，在1903年投产。直到现代，仍有SMLE步枪在民用市场用于狩猎和打靶，或作为纪念品被收藏。

1916年索姆河戰役中的英軍士兵，手持李-恩菲爾德步槍

李-恩菲爾德步槍的特點在於採用由詹姆斯·帕裡斯·李（James Paris Lee）發明的旋转后拉式枪机和盒形可卸式弹匣（此后，英军的多种恩菲尔德手动步枪均是这个系统的改进），後端閉鎖的旋轉後拉式槍機，裝填子彈速度比較快；安裝固定式盒型雙排容量10发彈匣裝彈（弹匣虽可拆卸，只是为维护或损坏更换方便，在使用中彈匣不拆卸，子彈通過機匣頂部抛壳口（装弹口）填裝），提高了持續火力，是實戰中射速最快的旋轉後拉式槍機步槍之一，而且具有可靠、槍機行程短、操作方便的優點。在第一次世界大戰中的塹壕戰中，它迅猛的火力給它的敵人留下深刻的印象。曾有一个排英军士兵用其射击时，火力密度让对面的德军以为受到机枪压制。當時的恩菲爾德兵工廠甚至曾生產可裝20發子彈的弧形固定彈匣用於塹壕戰。

## 各型號服役時間表
| 型號／命名                                                                    | 服役時間                              |
| ----------------------------------------------------------------------------- | ------------------------------------- |
| 李-恩菲爾德彈匣式步槍 （Magazine Lee-Enfield）                                | 1895年－1926年                        |
| 李-恩菲爾德突擊者型步槍 （Charger Loading Lee-Enfield）                       | 1906年－1926年                        |
| 李-恩菲爾德彈匣式短步槍Mk I （Short Magazine Lee-Enfield Mk I）               | 1904年－1926年                        |
| 李-恩菲爾德彈匣式短步槍Mk II （Short Magazine Lee-Enfield Mk II）             | 1906年－1927年                        |
| 李-恩菲爾德彈匣式短步槍Mk III/III* （Short Magazine Lee-Enfield Mk III/III*） | 1907年－現在                          |
| 李-恩菲爾德彈匣式短步槍Mk V （Short Magazine Lee-Enfield Mk V）               | 1923年－1926年（試驗型，只生产2万支） |
| No. 4 Mk I （Rifle No. 4 Mk I）                                               | 1939年－現在                          |
| No. 4 Mk I* （Rifle No. 4 Mk I*）                                             | 1941年－現在                          |
| No. 5 Mk I叢林卡賓槍 （Rifle No 5 Mk I "Jungle Carbine"）                     | 1944年－現在                          |
| No. 5 Mk 2 （Rifle No. 4 Mk 2）                                               | 1947年－現在                          |
| 7.62毫米2A1步槍 （Rifle 7.62mm 2A1）                                          | 1965年－現在                          |

## MLE Mk I
MLE Mk I步枪改进自使用黑火药发射药枪弹的MLM步枪，1895年11月推出。.303枪弹发射药由黑火药换成无烟发射药，对枪管烧蚀较大，弹道性能也发生变化，由恩菲尔德兵工厂改进的MLE Mk I步枪改变了枪管膛线和瞄准具。部分MLM步枪直接更换枪管转换成成MLE步枪。MLE Mk I步枪枪弹通过机匣顶部的抛壳口（装弹口）装填，配有称为“弹匣隔断器”（Magazine Cutoff）的装置从机匣右侧插入阻隔从弹匣供弹，每射完一发子弹后需另外装填，防止士兵在较远的距离拼命开枪可起节约枪弹的作用，需要快速射击时再把隔断器取出改由弹匣供弹。
后来很多MLE步枪改进更换短枪管转换成SMLE标准以降低更换的成本。

## SMLE Mk I

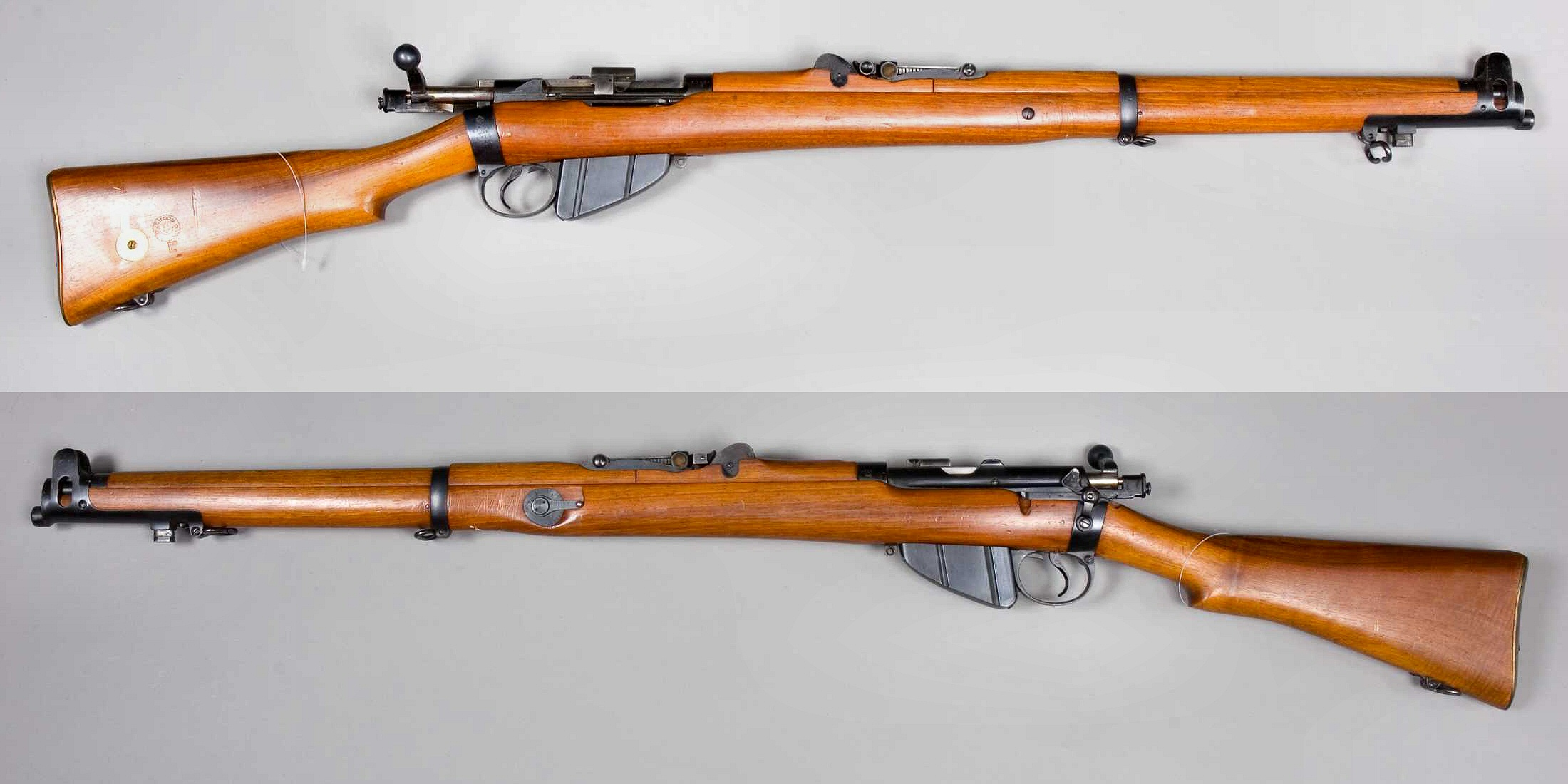
李-恩菲尔德短步枪MK I

1902年12月正式命名为“第1型李-恩菲尔德弹匣式短步枪”（Short Magazine Lee-Enfield Mark I，简称SMLE Mk I），SMLE在1903年开始量产，它比原本的MLE（Magazine Lee-Enfield，李-恩菲爾德彈匣式步槍）更短更輕，槍管只有25.2寸（640毫米），亦比原本尺寸更短，總長度缩短至約1138mm，介于標凖型长步枪及卡賓槍型中間。SMLE其中一個明顯的標記是槍托前端比標凖型較為圓鈍，主要原因是為了降低生產成本，前枪托与枪口齐平是外形上最显著的特征。在抛壳口增加导槽以兩個5發彈夾在機匣頂部抛壳口（装弹口）装填弹药，MLE步枪只能一发一发地装填。SMLE亦加入改良自毛瑟步槍的填裝系統（Charger system）。然而大眾對縮短長度有爭議，當時很多槍匠及步槍協會皆認為短槍管無法達到原本MLE的凖確度，後座力會更大及瞄凖基線太短，而當時官方認為這設計較適合騎兵作戰而全面採用。
由李氏长步枪按SMLE标准转换的短步枪命名为“SMLE转换型Mk II”（SMLE Converted Mark II）。

## SMLE Mk III

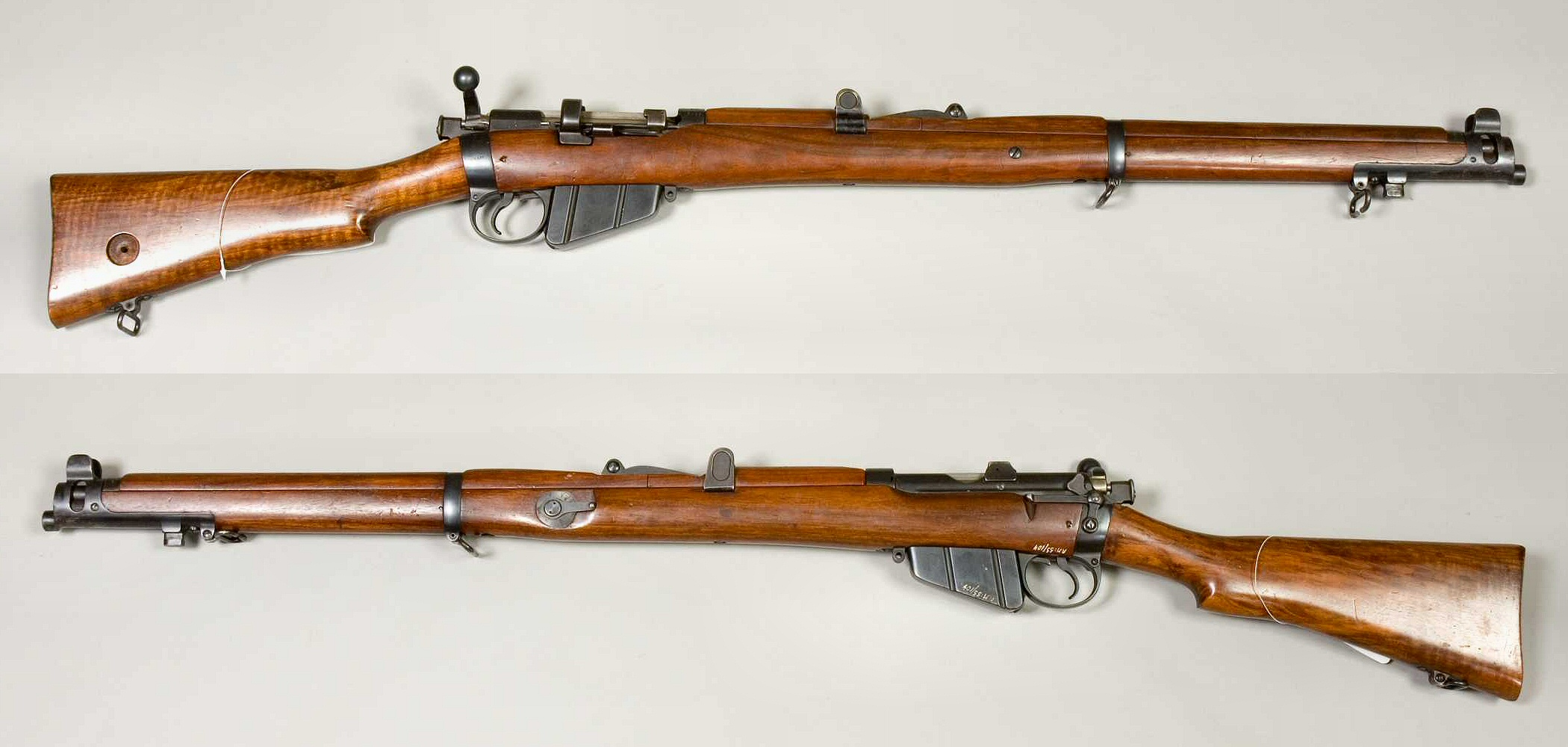
李-恩菲尔德短步枪MK III

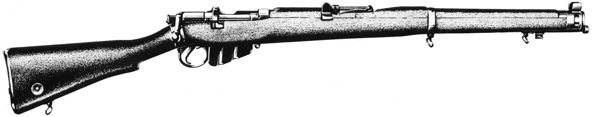
李-恩菲爾德MkIII步槍

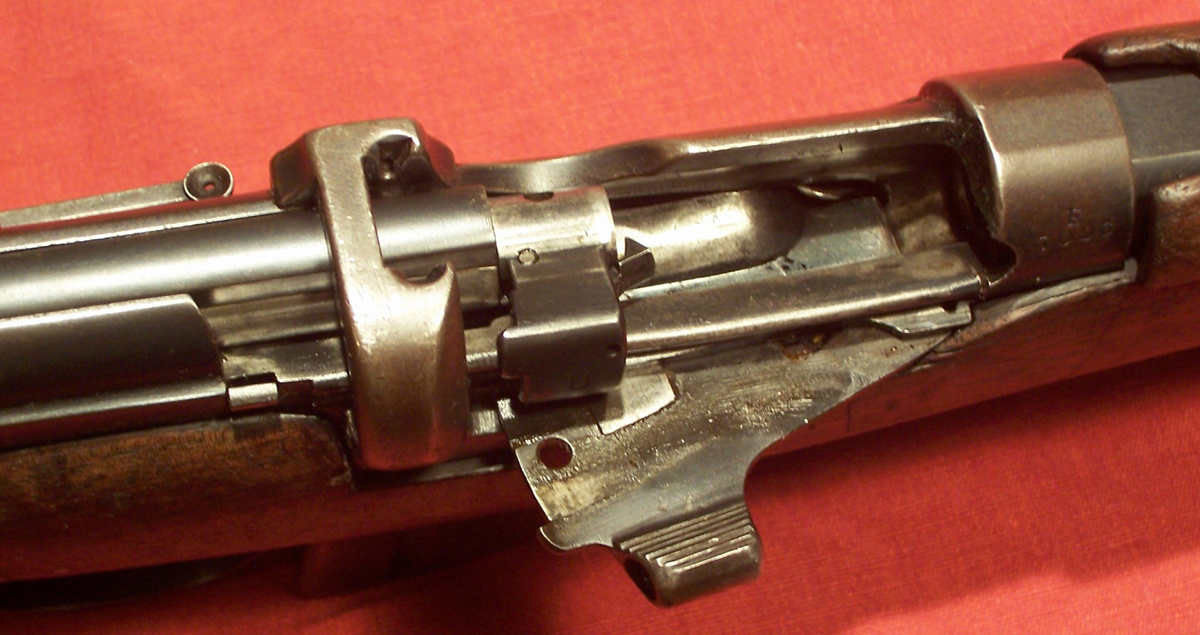
SMLE Mk III的彈匣隔斷器，Mk III*移除了這個裝置

SMLE Mk III在1907年1月26日推出，进一步简化和改进，改用簡化的後照門，護木及彈匣亦有所改良，英軍亦改用當時新型Mk VII高初速.303彈藥。很多早期的MLE及MLM (Magazine Lee Metford)及SMLE Mk I亦更新成Mk III標準，名為Mk IV Cond.。
一戰時期，標準型的SMLE Mk III被認為結構過於複雜難以生產，結果在1915年推出Mk III*，這种简化型主要分別是移除彈匣隔斷器及加入遠距離齊射照門，風偏調整功能亦被取消，拉機抦由平滑圓頭改為帶鋸齒圓頭。第一次世界大战结束后，部分工厂恢复生产Mk.III，彈匣隔斷器在一戰結束時又再被重新加入，但直至1942年才完全地棄用。
SMLE Mk III*（在1926年改名為Rifle No.1 Mk III*）亦是二戰中大量生产和廣泛採用的李-恩菲爾德步槍之一，由其是在北非、義大利、太平洋及緬甸戰場的英軍及英聯邦部隊中。而澳大利亞和印度將他們原有及重新生產的SMLE Mk III*用作制式步槍，澳大利亞軍隊一直採用至韓戰，才在1950年代後期才被L1A1 SLR取代（SAF Lithgow在1953年才停產SMLE Mk III*）。
愛爾蘭國民軍在1922年開始裝備SMLE作制式步槍，愛爾蘭共和軍亦有繳獲採用，SMLE是愛爾蘭內戰中雙方的武器，而愛爾蘭共和軍甚至一直採用至1970年代。

## P14/M1917
恩菲爾德1914（Pattern 1914或P14，1914年定型）及M1917（United States Rifle, cal .30, Model of 1917，英国人习惯称为P17）从结构上並非李-恩菲爾德步槍系列之一，P14及M1917皆採用类似德國毛瑟系列槍機，而且M1917口徑亦不同，美軍改用的.30-06口徑彈藥。
第一次世界大战期间，由于英国工厂没有多余的生产能力英军决定在美国委托承包商自1916年为英军生产P14步枪，以补充战争期间步枪需求的空缺。一战结束后，英军撤装P14步枪，一部分给英联邦国家，另一部分封存。第二次世界大战爆发后，英国将重新命名为No.3的P14步枪进行翻修重新服役。

## 兩次世界大战之間
英国兵工部门在1926年改新的统一命名方式代替较混乱的原本命名原則，原有.303口径SMLE被改名為No.1，同時亦淘汰原裝的MLE、LEC及早期型的SMLE。有很多Mk III及III*被改為.22口徑作訓練步槍，名為No.2。而P14亦改名為No.3。
SMLE的設計包含大量需要鍛造及機器加工的部件，導致生產成本相當高。因此在1920年代，生產商開始試驗性地減小步槍本身的複雜部件，如SMLE Mk V（後來改稱No. 1 Mk V）改用新設計，將原本在槍管尾部的缺口式後照門改為覘孔式並固定在機匣上，覘孔亦有所擴大以改善視場和加快瞄凖速度，護木前端加裝金屬箍來強化上刺刀時的力量及重新裝上彈匣隔斷器。但SMLE Mk V的設計比Mk III更複雜、成本更高，所以恩菲爾德皇家兵工廠最終在1922年至1924年只生產約兩萬把SMLE Mk V。
No. 1 Mk VI亦改用不會與護木接觸的獨立浮動重槍管，減小步槍所需的歸零次數，Mk V固定在機匣上覘孔式的後照門及彈匣隔斷器仍然保留，Mk VI在1930年至1933年共生產1025把。

## No. 4

### No. 4 Mk I

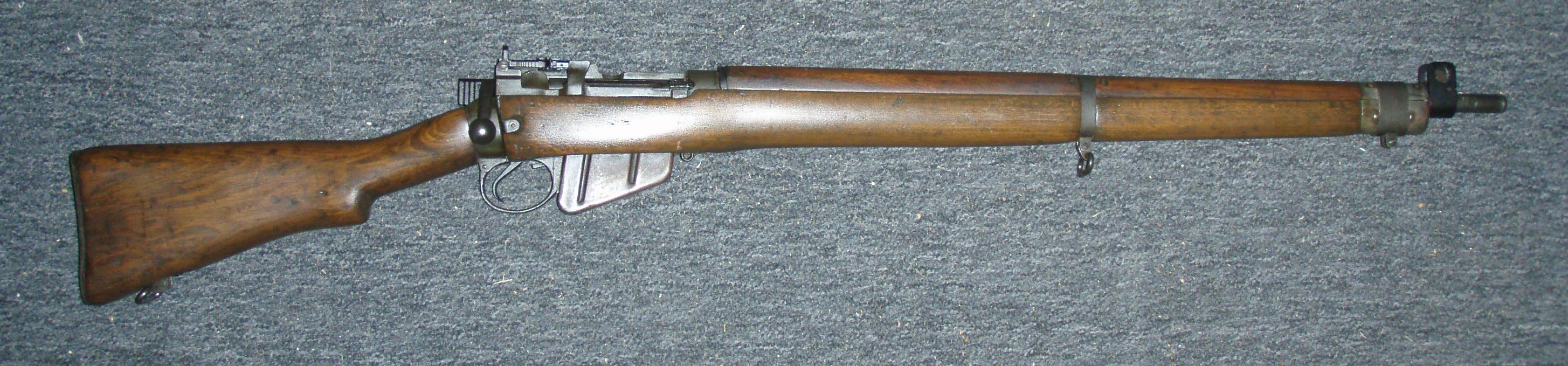
Longbranch生產的李-恩菲爾德No. 4 Mk I*

在1920年代对SMLE改进定型No.1 Mk VI，1931年稍加改进后設計出No.4 Mk I（英文正式名稱為Rifle, No. 4 Mk I），1930年後期，英軍又提出新型步槍的需求，在1939年英军正式采用No.4 Mk I为制式步枪。No. 4 Mk I比以前版本更輕、更堅固且更易於生產，但直至1941年No. 4 Mk I才開始量產。
No. 4與SMLE的設計有所不同，如安装觇孔瞄具，改用重槍管、新設計的刺刀座和釘狀刺刀，外形上与No.1很容易区分，槍管在槍托前端突出，相關修改令總重量有所增加。
二戰時期，廠商一直不斷地簡化No. 4的設計以提高量產數量，如在1942年推出的No. 4 Mk I*，No. 4 Mk I*由北美、加拿大Long Branch及美國Savage-Stevens生產，而No.4 Mk I則由英國本土生產。

### No. 4 Mk 2
二戰後，英國生產的No. 4 Mk 2步槍（1944年官方以阿拉伯數字取代羅馬數字作命名）進行修改，將原本懸掛在扳機護環的扳機改為懸掛在機匣底部，及裝有櫸木槍托及黃銅部份，在推出No. 4 Mk 2後，英國又把所有No. 4更新成Mk 2標準，而No. 4 Mk 1則更新成No. 4 Mk I/2，No. 4 Mk I*更新成No. 4 Mk I/3。
愛爾蘭國防軍在二戰後亦有採用No. 4 Mk 2，一直到1960年代早期才被FN FAL取代，而陸軍後備軍則採用至1990年。

## No. 5 Mk I（叢林卡賓槍）
No. 5 Mk I（Rifle, No. 5 Mk I），又名叢林卡賓槍（Jungle Carbine），是李-恩菲爾德步槍的縮短型，槍管只有520毫米，木制槍托亦縮短，比4號步槍輕2磅（907克），為克服槍管縮短導致槍口焰過多的問題，在槍口安裝了喇叭形消焰器。1944年經過試驗後正式定型投產，二戰中主要用於東南亞戰場對抗日軍，由於槍管過短，因此作戰時精確度較低，但叢林卡賓槍仍後是主要步槍之一。
澳大利亞採用試驗性叢林卡賓槍名為Rifle, No. 6, Mk I，No. 6 Mk I是以SMLE MK III*作改良，但沒有進入大量生產階段。澳大利亞部隊亦有採用的另一種試驗性李-恩菲爾德卡賓槍，這種「縮短輕量化」版本以SMLE Mk III*修改而成，由SAF Lithgow作小量生產。
美國進口商Santa Fe Arms Corporation在1950年代也將他們买入的李-恩菲爾德步槍（剩餘物資）稱為「叢林卡賓槍」，以吸引民間市場的買家，而其實英国和英聯邦官方從來沒有以叢林卡賓槍作正式稱呼，只是在太平洋和緬甸戰場的部隊非正式地採用這詞來區別SMLE、No. 4和No. 5。
No. 4和No. 5皆有在韓戰中英国和英聯邦部隊中服役，而SMLE Mk III*則服役澳大利亞部隊。

## 其他李-恩菲爾德步槍改裝型

### 狙擊步槍

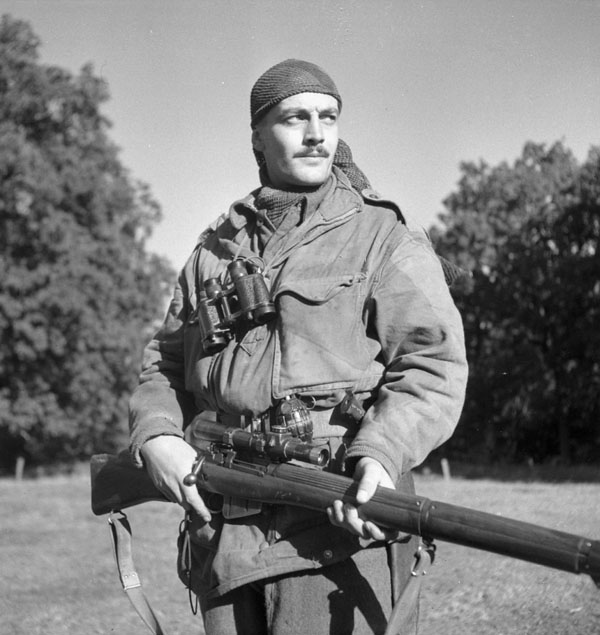
加拿大中士H.A. Marshall及他的No.4 Mk I (T)狙擊步槍

在二戰及韓戰時期，一部份李-恩菲爾德步槍被改為狙擊步槍。
澳大利亞陸軍將1,612把Lithgow生產的SMLE No1 Mk III*改用比賽級重槍管，加上腮托板及一戰時P1918步槍的望遠式瞄準鏡，成為李-恩菲爾德彈匣式短步槍III*（HT，SMLE No1 Mk III*（HT），HT指重槍管-Heavy Barrel及望遠式瞄準鏡-Telescopic Sight），這种改裝版在二戰、韓戰、馬來亞衝突及1970年代後期的狙擊訓練中皆有採用。
二戰期間，英國在1942年把標凖型No. 4加上木制腮托板及No. 32 3.5倍望遠式瞄準鏡，成為Mk 1，其後在1943年推出Mk 2，1944年又推出Mk 3。英國著名運動槍械生產商將以上版本改為No 4 Mk I (T)狙擊步槍，而BSA及加拿大Long Branch兵工廠亦有參與修改，這批狙擊步槍一直沿用至1960年代後，而英軍在1950年代又將No 4 Mk I (T)狙擊步槍的口徑改為北約制式7.62×51毫米，變成L42A1。L42A1一直裝備英軍至1982年才被L96A1取代。
在1970年代除L42A1外，皇家輕武器工廠（RSAF Enfield）亦推出7.62×51 NATO的強制者（Enforcer）系列狙擊步槍供英國警隊使用，現在這批強制者狙擊步槍成為民用市場的珍品。

### .22口徑訓練步槍
一戰後，英國將一批SMLE改為.22 LR口徑給軍校生及新兵作射擊訓練步槍用途，名為No. 2步槍Mk IV（Rifle, No. 2 Mk IV），這种改裝版的彈倉只能放一發子彈。二戰後又推出No. 7步槍（Rifle, No. 7）、No. 8步槍（Rifle, No. 8）及No. 9步槍（Rifle, No. 9），這批.22口徑步槍成為英聯邦國家的新兵訓練步槍。

### 查爾頓自動步槍
有少數的李-恩菲爾德步槍生產及改裝上一种由紐西蘭人Philip Charlton在1941年設計的試驗性自動裝填系統，名為查爾頓自動步槍（Charlton Automatic Rifle），以替代當時長期缺少的布倫輕機槍及路易士機槍。
二戰時期，大多數紐西蘭地面部隊都部署在北非，當日本在1941年加入戰爭時，紐西蘭發現本土的軍隊欠缺輕機槍來防衛日軍入侵，紐西蘭政府立刻提供資金來改裝李-恩菲爾德步槍（MLE）成為1,500把半自動步槍，並在1942年裝備國土防衛軍。
查爾頓自動步槍有兩种版本，分別是澳大利亞Electrolux公司以英国Lithgow生產的SMLE Mk III*步槍的改裝版本，及紐西蘭本土的改裝版，紐西蘭版本裝有前握把及兩腳架，以上兩种版本皆採用相同的自動裝填原理。大部份查爾頓自動步槍在二戰後在一次大火中燒毀，只有少數保留於紐西蘭的懷烏魯陸軍博物館（Waiouru Army Museum）、奧克蘭戰爭紀念館、澳大利亞的Singleton步兵博物館及英國倫敦的帝國戰爭博物館（Imperial War Museum）中。

### 德利爾卡賓槍

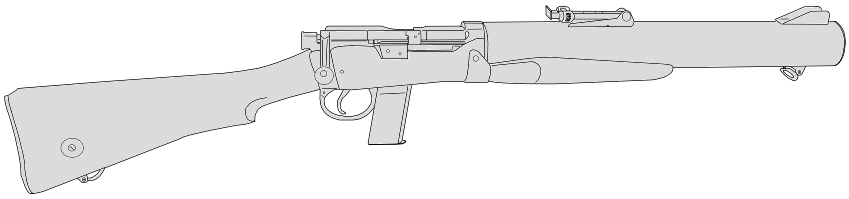
德利爾卡賓槍

德利爾卡賓槍（De Lisle Carbine）由英國人威廉·德利爾（William De Lisle）設計，發射.45 ACP手槍子彈，是英軍在二戰時的手動消音步槍，主要用於暗殺等的秘密任務。

## 7.62×51毫米NATO改裝型
在1960年代，為防衛冷戰中蘇聯及華約國的入侵，當時L1A1 SLR的數量不足以裝備所有本土部隊，英國政府及國防部將大批No. 4改裝成7.62×51mm NATO口徑作英軍和民間防衛部隊的編隊及後備步槍，以作本土防衛用途。
改用7.62 NATO的No. 4系列需要改用由英國皇家輕兵器工廠及斯達令（Sterling）生產的新槍管、槍機、退殼鉤、照門及新的10發彈匣，其他沿用No. 4的部件，這批步槍被更名為L8系列，後來由以No. 4 (T)狙擊步槍修改成的L42A1。

### Ishapore 2A/2A1

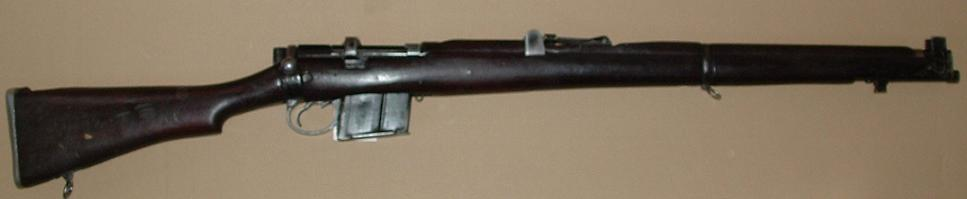
7.62mm 2A1

在中印邊境戰爭後，印度的Ishapore工廠開始生產以SMLE Mk III*為基礎，改用7.62×51mm NATO及20發方型彈匣的新式步槍，名為7.62 mm 2A。Ishapore 2A步槍採用增強的鋼製部件及改良退殼鉤以應付7.62×51mm NATO無緣縮口彈藥的壓力，1965年至1975年生產的版本改用800米照門（原為2000米），配有10發方形彈匣，名為2A1。2A1步槍是一種用於民間發售的一般手動步槍（非狙擊及精確射擊用途），主要售給美國、英國、澳大利亞等民間市場。
Ishapore 2A與2A1基本上沒有太大分別，亦不是SMLE Mk III的.308改裝版本，2A/2A1是原全由印度Ishapore工廠生產，由於7.62×51mm NATO膛壓較高，即使發射民間的.308 Winchester也不會出現問題。

## 生產商

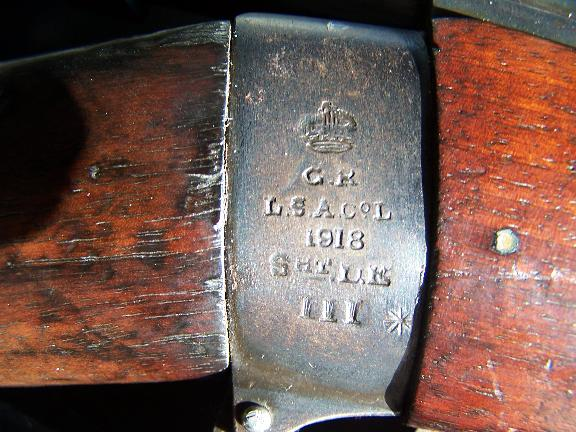
印有LSA Co的SMLE Mk III*

以下是MLE、CLLE及SMLE Mk I- Mk III*步槍的生產商：
| 標記       | 生產商                                 | 國家     |
| ---------- | -------------------------------------- | -------- |
| Enfield    | 恩菲爾德皇家輕兵器工廠                 | 英國     |
| Sparkbrook | 斯帕克布洛（Sparkbrook）皇家輕兵器工廠 | 英國     |
| BSA Co     | 伯明翰輕兵器公司                       | 英國     |
| LSA Co     | 倫敦輕兵器公司                         | 英國     |
| Lithgow    | 利特高（Lithgow）輕兵器工廠            | 澳大利亞 |
| GRI        | Ishapore步槍工廠                       | 英属印度 |
| RFI        | Ishapore步槍工廠                       | 印度     |

## 使用國
- 阿富汗[40][41][42]

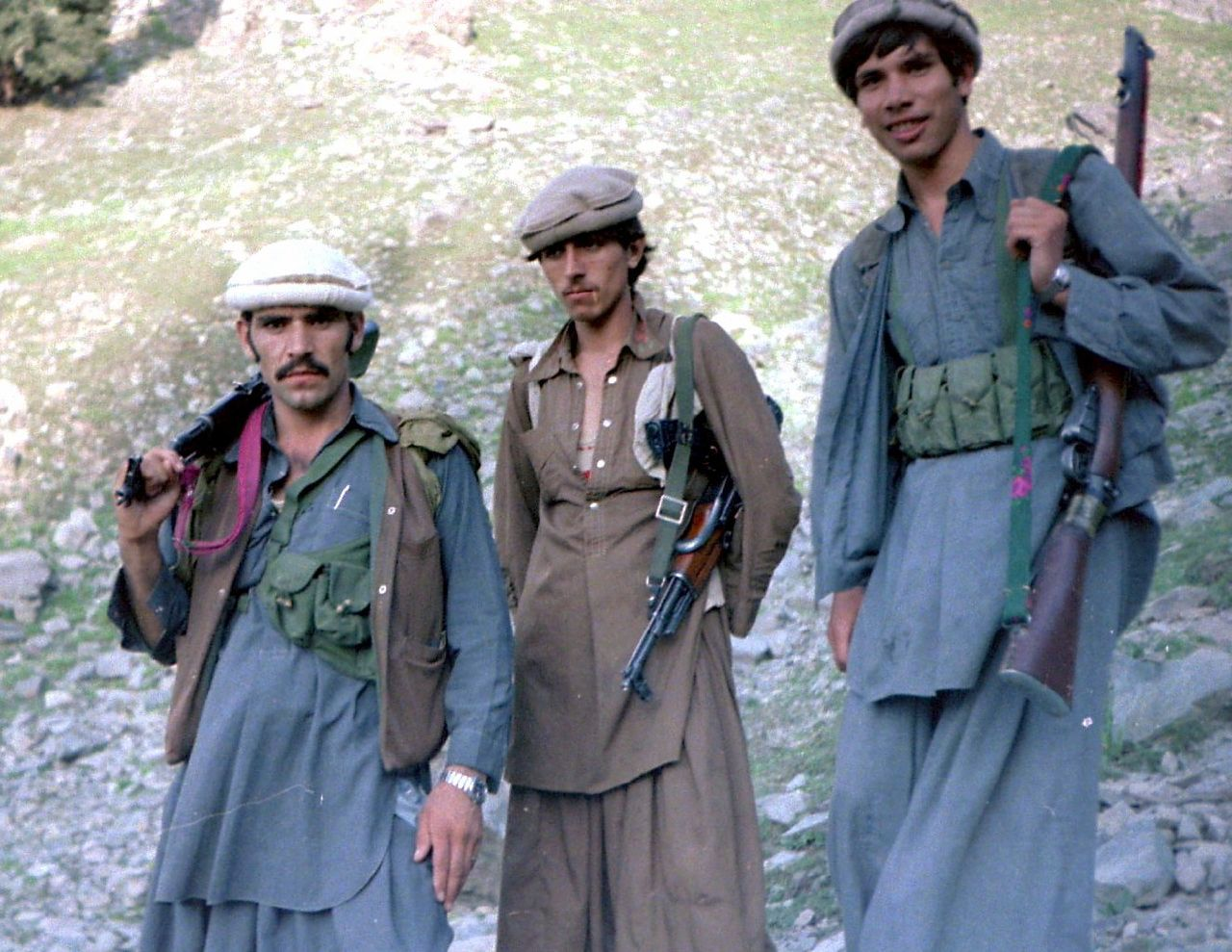
蘇阿戰爭期間的聖戰者，最右邊的戰士攜帶李-恩菲爾德步槍

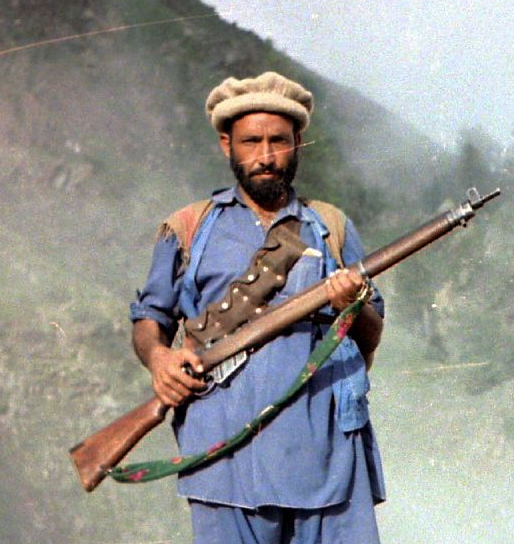
一名使用李-恩菲爾德步槍的聖戰者

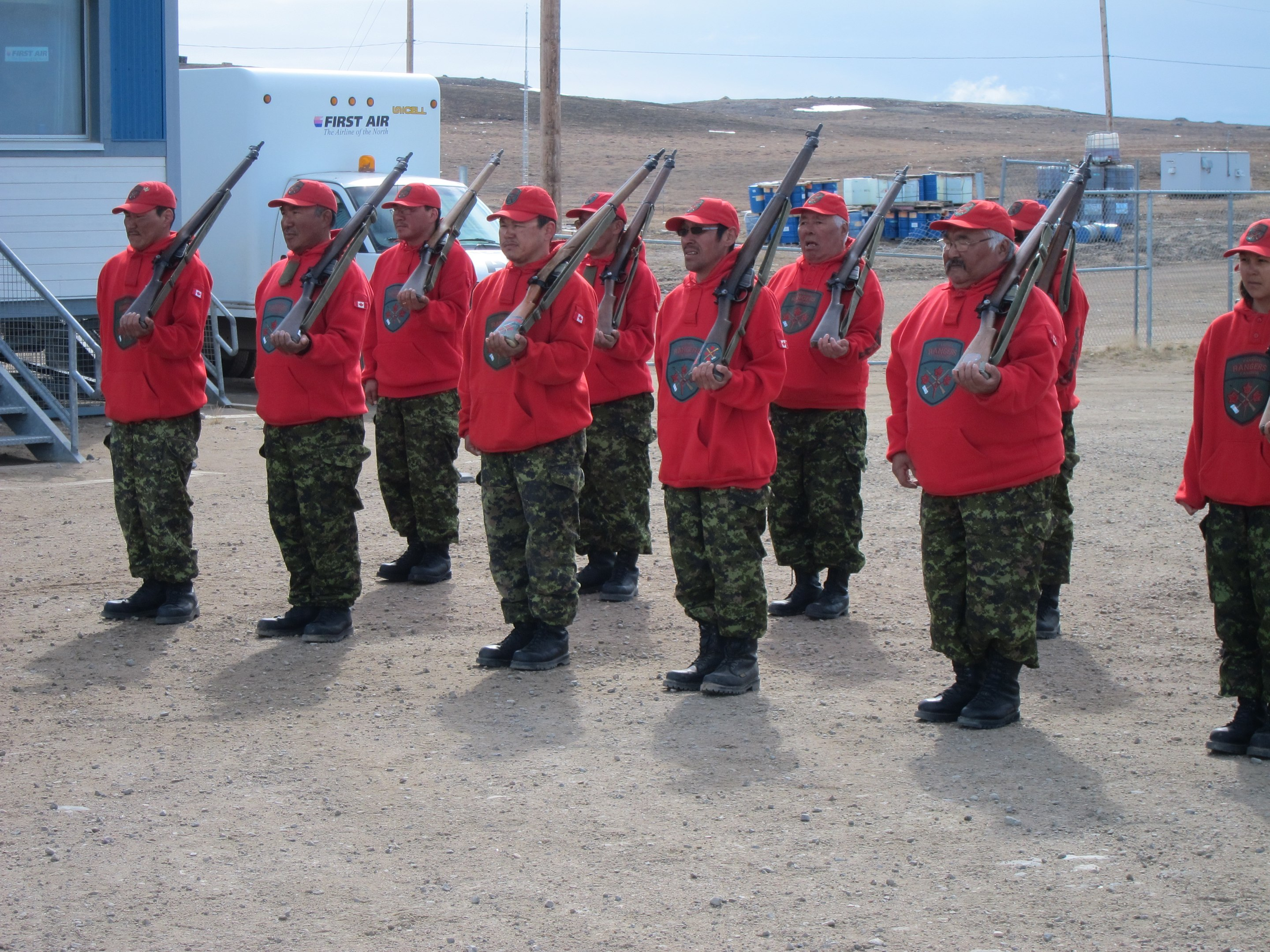
直到2011年為止，加拿大別動軍仍有採用李-恩菲爾德步槍

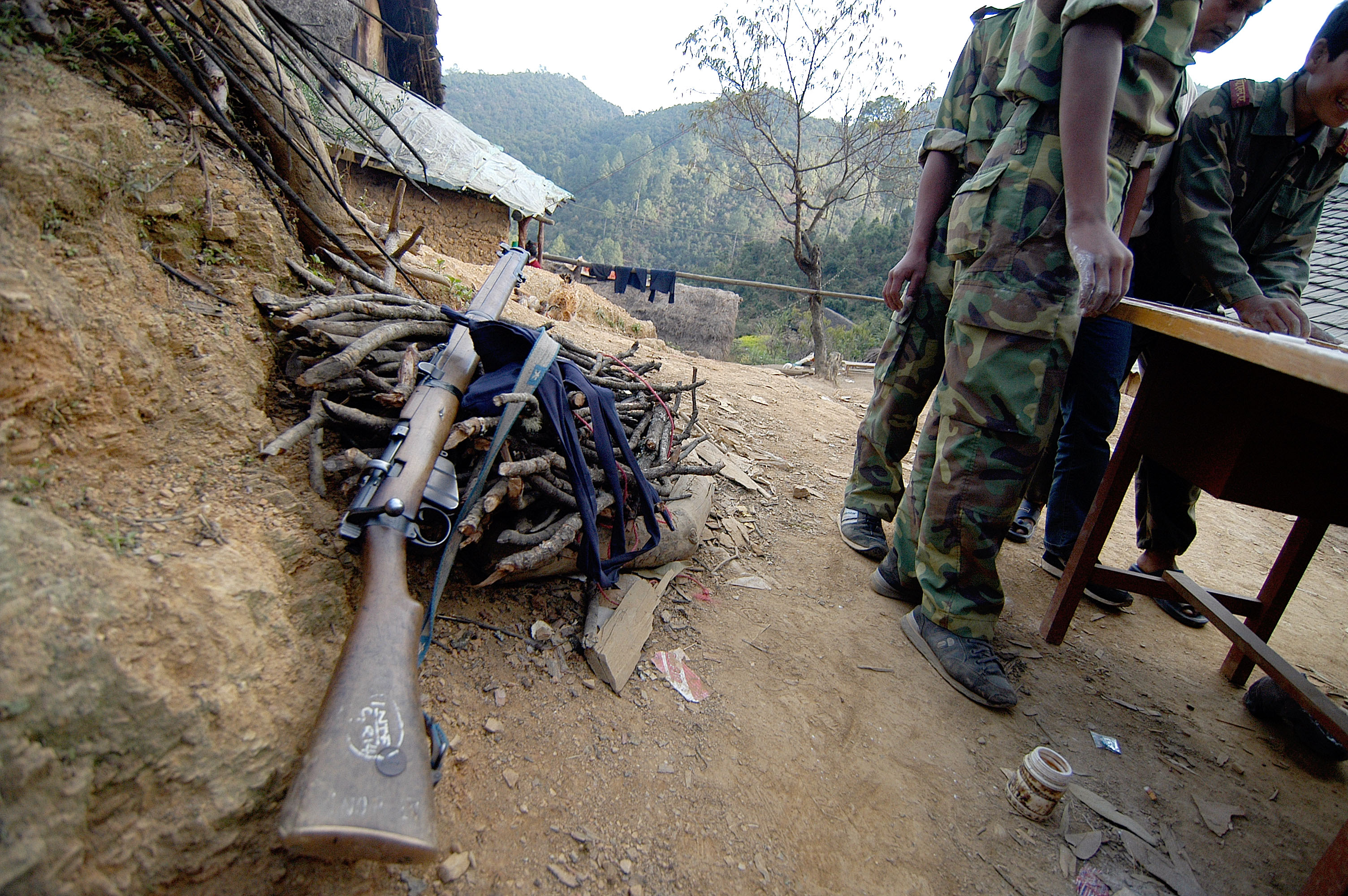
尼泊爾毛派份子使用的李-恩菲爾德步槍

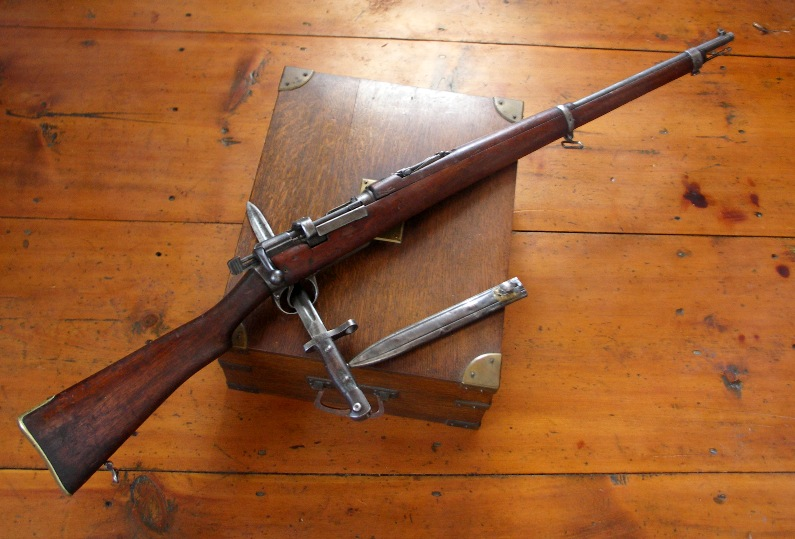
奧斯曼帝國於一戰期間繳獲的李-恩菲爾德步槍，大部份均被轉換為7.92×57毫米毛瑟口徑

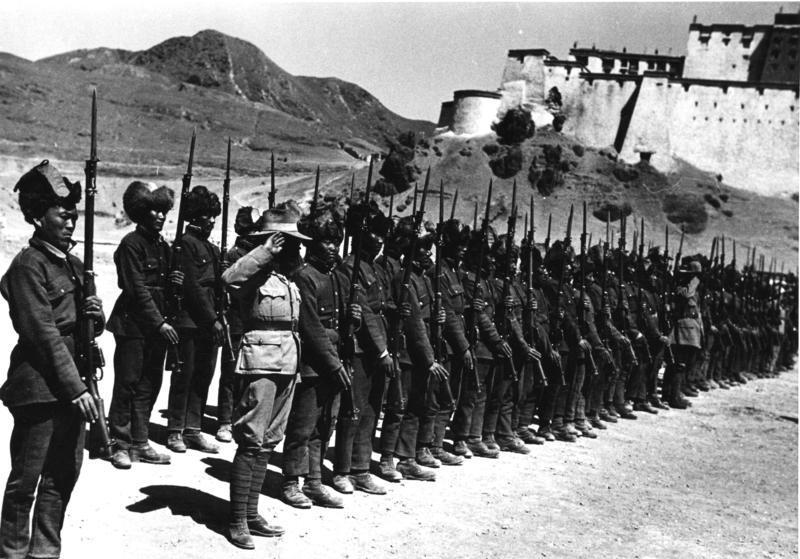
以李-恩飛作制式步槍的藏軍

- －在新南威爾士州的利特高兵工廠製造。[43]
  - 澳洲國防軍
- - 孟加拉警察（英语：Bangladesh Police）
- 比利时
  - 比利時國防軍：二戰後期由英國捐贈。
- 百慕大
- 巴西
- 柬埔寨
- 加拿大－在加拿大安大略省的龍科兵工廠生產。
  - 加拿大軍隊：在一戰後期取代羅斯步槍（英语：Ross Rifle）。直到2014年為止加拿大別動軍（英语：Canadian Rangers）仍有採用。[43]
- 中華民國
  - 地方軍閥
- 中华人民共和国
  - 中國人民解放軍：繳獲或蒐羅自地方軍閥及藏軍。
- 賽普勒斯
- 埃及
- 斐济
- 自由法國
  - 自由法國軍隊
- 法國
  - 法國外籍軍團[44][45]
- 納粹德國
  - 德意志國防軍：二戰期間繳獲自英軍及其他盟軍。
- 西德
  - 德國聯邦國防軍空軍：成立初年由英國供應18,000枝。
- 希腊
  - 希臘武裝部隊：二戰期間及過後使用，後來被M1加蘭德所取代。[46]
- 英屬香港：二戰時期的主要裝備，採用型號包括 No.1 Mk III型、No.4 Mk I型及L42A1，1950年代後期逐漸被L1A1半自動步槍取代，但保留小部分作儀仗用途。
  - 駐港英軍
  - 皇家香港軍團[47]
  - 皇家香港警察[48]
- 冰島
  - 冰島海岸警衛隊（英语：Icelandic Coast Guard）
  - 冰島警察（英语：Icelandic Police）
- 印度－由伊莎波（Ishapore）步槍工廠授權生產。[49]
  - 印度武裝部隊
  - 警察單位
- 印度尼西亞－曾在印度尼西亞獨立革命中由共和黨人所使用，另外一些是繳獲自荷蘭軍隊。
- 義大利
  - 義大利武裝部隊：二戰後使用。[50]
- 伊拉克王國
- 伊拉克
  - 伊拉克武裝部隊（英语：Military of Iraq）：至今仍有作儀仗槍使用。
- 愛爾蘭
  - 愛爾蘭國防軍
- 以色列
  - 以色列國防軍：在建國初年使用。
- 牙买加
  - 牙買加警察部隊（英语：Jamaica Constabulary Force）
  - 牙買加懲教署
  - 牙買加聯合少年隊
- 约旦
- 拉脫維亞
- 賴索托
- 立陶宛
- 利比亞
  - 利比亞陸軍（英语：Libyan Army）
  - 國民解放軍：在2011年利比亞內戰期間使用。
- 盧森堡
- 马拉维
- 马来西亚[51]
- 馬爾他
- 墨西哥
- 緬甸
  - 緬甸警察部隊
- 纳米比亚
- 尼泊尔[49]
- 荷蘭
  - 荷蘭武裝部隊：二戰後使用。
- 新西兰[49]
  - 紐西蘭國防軍
- 奈及利亞
- 挪威
  - 挪威國防軍：二戰後使用，直到被M1加蘭德所取代。
- 阿曼
- 奥斯曼帝国
  - 奥斯曼陸軍（英语：Ottoman Army (1861–1922)）：為於一戰期間繳獲的步槍，改膛為7.92毫米口徑配合德式子彈使用。[52]
- 巴基斯坦[49]
- 菲律賓
- 波蘭第二共和國
  - 波蘭流亡政府軍：二戰期間使用。
- 葡萄牙
  - 葡萄牙遠征軍（英语：Portuguese Expeditionary Corps）：一戰期間使用。[53]
- 羅德西亞
- 新加坡
- 所罗门群岛
- 南非[49]
- 南蘇丹
- 斯里蘭卡
- 苏丹
- 坦桑尼亚
- 泰國－合同於1920年12月10日結束，同時國王收到10,000枝船運到來的步槍。[54]
- 藏區
  - 藏軍
- 千里達及托巴哥
  - 特里尼達和多巴哥隊少年隊
- 土耳其
- 乌干达
- 阿联酋
- 英国與其殖民地[51][55]
  - 英國武裝部隊
- 美国
  - 美國武裝部隊：一戰期間被佈處到英國及澳大利亞單位的美國遠征軍所使用。[56][57]另外，在二戰期間No.4 MkI步槍通過租借法案由薩維奇-史蒂文斯槍械生產，並提供給英軍及殖民地軍隊使用。而一些被改編為殖民地軍隊的美軍被派到緬甸作戰時亦有使用李-恩菲爾德步槍。
- 委內瑞拉
- 越南共和国
- 越南民主共和国
  - 越南人民軍：法越戰爭期間繳獲自法軍。
- 葉門
- 尚比亞
- 辛巴威

## 登場作品

### 電影
- 1988年—《第一滴血3》：型號為No. 1 Mk III型和No. 4 Mk I型，由聖戰者所使用。
- 2007年—《集結號》：劇中稱為英77。
- 2010年—《讓子彈飛》：型號為No. 1 Mk III型，由多名角色所使用。
- 2011年—《戰馬》：型號為No. 1 Mk III型，由英軍士兵所使用。

### 電子遊戲
- 2002年—《戰地風雲1942》：型號為No. 4 Mk I型，由英軍陣營所使用。
- 2002年—《榮譽勳章：反攻諾曼第》：型號為No. 4 Mk I型和L42A1（奇怪地出現在二戰時期），由英軍所使用。
- 2003年—《決勝時刻》：型號為No. 4 Mk I型，命名為“Lee-Enfield”，由英軍所使用。
- 2003年—《決勝之日》：型號為No. 4 Mk I型，由英軍陣營擲彈兵和狙擊手所使用。
- 2004年—《決勝時刻：聯合行動》：型號為No. 4 Mk I型，命名為“Lee-Enfield”，由英軍所使用。
- 2005年—《決勝時刻2》：型號為No. 4 Mk I型，命名為“Lee-Enfield”，由英軍所使用。
- 2005年—《真實計劃》：型號為No. 1 Mk III*型和No. 4 Mk I型，由塔利班和伊拉克叛軍所使用。
- 2006年—《決勝時刻3》：型號為No. 4 Mk I型，命名為“Lee-Enfield”，由英軍所使用。
- 2015年—《凡爾登（英语：Verdun (video game)）》：型號為Mk. 1型、No. 1 Mk III*型和No. 1 Mk I*削短型。
  - Mk. 1型由英軍所使用。
  - No. 1 Mk III*型由英軍和加拿大軍所使用。
  - No. 1 Mk I*削短型由澳洲軍和加拿大軍的塹壕突襲兵所使用。
- 2017年—《戰地風雲1》：型號為No. 1 Mk III*型，命名為“SMLE MKIII”，戰役模式中由英軍和澳紐軍團所使用。聯機模式中作為偵察兵的起始武器登場，可作定製改裝。
- 2017年—《恥辱之日》：型號為No. 4 Mk I型，命名為“Lee-Enfield No 4”，由英軍陣營所使用。
- 2017年—《決勝時刻：二戰》：型號為No. 4 Mk I型，命名為“Lee Enfield”，聯機模式中可由所有陣營使用。奇怪地以一個5發橋夾供彈即可完成10發子彈的裝填，而且在加裝瞄準鏡後仍能使用橋夾裝填。
- 2018年—《戰地風雲5》：型號為No. 4 Mk I型、No. 5 Mk I叢林卡賓槍型和特納半自動改裝型，分別命名為“Lee-Enfield No.4 Mk.I”、“Jungle Carbine”和“Turner SMLE”。“Lee-Enfield No.4 Mk.I”於聯機模式中作為偵察兵的起始武器登場，“Jungle Carbine”為偵察兵解鎖武器，而“Turner SMLE”則為突擊兵解鎖武器。
- 2021年—《決勝時刻：先鋒》：型號為No. 4 Mk I型，命名為“Lee Enfield”，載彈量只有5發。目前僅於戰役模式登場。
- 2021年—《戰地風雲2042》：型號為No. 4 Mk I型，作為戰地風雲入口的武器登場。
- 2021年—《應徵入伍》：作為同盟國科技樹解鎖武器。

## 資料來源
1. ↑  .   [2009-03-28]. （原始内容存档于2021-02-11）.
2. ↑  .   [2009-09-25]. （原始内容存档于2015-06-23）.
3. 1 2  Skennerton, Ian: The Lee-Enfield Story, pages 153 & 230. Arms & Militaria Press, 1993
4. 1 2 3 4  Wilson, Royce "SMLE: The Short Magazine Lee-Enfield Mk III", Australian Shooter Magazine, September 2007
5. ↑  Skennerton, Ian: Small Arms Identification Series No. 1: .303 Rifle, No. 1, S.M.L.E. Marks III and III*, Page 5. Arms & Militaria Press, 1994
6. ↑  Skennerton, Ian: Small Arms Identification Series No. 1: .303 Rifle, No. 1, S.M.L.E. Marks III and III* , Page 5. Arms & Militaria Press, 1994
7. ↑  § 11715, List of Changes in British War Material（hereafter referred to as "LoC"）, H.M. Stationer's Office, periodical
8. ↑  Skennerton, Ian: The Lee-Enfield, page 126. Arms & Militaria Press, 2007
9. 1 2  Skennerton, Ian: Small Arms Identification Series No. 1: .303 Rifle, No. 1, S.M.L.E. Marks III and III* , Page 9. Arms & Militaria Press, 1994
10. ↑  Skennerton, Ian: The Lee-Enfield, page 132. Arms & Militaria Press, 2007
11. 1 2 3  Skennerton, Ian: The Lee-Enfield, page 161. Arms & Militaria Press, 2007
12. ↑  Skennerton, Ian: The Lee-Enfield, page 338. Arms & Militaria Press, 2007
13. ↑  Skennerton, Ian: Small Arms Identification Series No. 1: .303 Rifle, No. 1, S.M.L.E. Marks III and III*, Page 9. Arms & Militaria Press, 1994
14. 1 2 3  Skennerton, Ian: Small Arms Identification Series No. 1: .303 Rifle, No. 1, S.M.L.E. Marks III and III* , Page 8. Arms & Militaria Press, 1994
15. 1 2 3 4  Skennerton, Ian: The Lee-Enfield, page 187. Arms & Militaria Press, 2007
16. ↑  Skennerton, Ian: The Lee-Enfield, page 189. Arms & Militaria Press, 2007
17. 1 2  Smith, W.H.B. 1943 Basic Manual of Military Small Arms (Facsimile Edition), Page 21. Stackpole Books, 1979
18. ↑  Skennerton, Ian: Small Arms Identification Series No. 2: .303 Rifle, No. 4, Marks I & I*, Marks 1/2, 1/3 & 2 , Page 5. Arms & Militaria Press, 1994
19. ↑  Skennerton, Ian: Small Arms Identification Series No. 2: .303 Rifle, No. 4, Marks I & I*, Marks 1/2, 1/3 & 2 , Page 9. Arms & Militaria Press, 1994
20. ↑  Skennerton, Ian: The Lee-Enfield, page 230. Arms & Militaria Press, 2007
21. 1 2  Skennerton, Ian: Small Arms Identification Series No. 2: .303 Rifle, No. 4, Marks I & I*, Marks 1/2, 1/3 & 2 , Page 7. Arms & Militaria Press, 1994
22. ↑  Skennerton, Ian: Small Arms Identification Series No. 2: .303 Rifle, No. 4, Marks I & I*, Marks 1/2, 1/3 & 2 , Page 6. Arms & Militaria Press, 1994
23. ↑  Skennerton, Ian: Small Arms Identification Series No. 2: .303 Rifle, No. 4, Marks I & I*, Marks 1/2, 1/3 & 2, Page 9. Arms & Militaria Press, 1994
24. 1 2 3  Wilson, Royce "Jungle Fever: The Lee-Enfield .303 rifle No. 5 Mk I", Australian Shooter Magazine, May 2006
25. ↑  Skennerton, Ian: Small Arms Identification Series No. 4: .303 Rifle, No. 5 Mk I , Page 8. Arms & Militaria Press, 1994
26. ↑  Skennerton, Ian: Small Arms Identification Series No. 4: .303 Rifle, No. 5 Mk I , Page 7. Arms & Militaria Press, 1994
27. ↑  Skennerton, Ian: The Lee-Enfield, page 349. Arms & Militaria Press, 2007
28. 1 2  Skennerton, Ian: The Lee-Enfield, page 347. Arms & Militaria Press, 2007
29. ↑  Skennerton, Ian: The Lee-Enfield, page 345. Arms & Militaria Press, 2007
30. ↑  Skennerton, Ian: Small Arms Identification Series No. 19: Australian S.M.L.E. Variations , Page 36. Arms & Militaria Press, 2004
31. ↑  Skennerton, Ian: The Lee-Enfield, page 227. Arms & Militaria Press, 2007
32. ↑  Skennerton, Ian: The Lee-Enfield, page 231. Arms & Militaria Press, 2007
33. 1 2  Skennerton, Ian: The Lee-Enfield, page 228. Arms & Militaria Press, 2007
34. ↑  .   [2007-12-21]. （原始内容存档于2007-10-12）.
35. ↑  Skennerton, Ian: Small Arms Identification Series No. 12: Special Service Lee-Enfields（Commando & Auto Models）, Page 33. Arms & Militaria Press, 2001
36. ↑  Skennerton, Ian: The Lee-Enfield, page 203. Arms & Militaria Press, 2007
37. 1 2  Skennerton, Ian: Small Arms Identification Series No. 12: Special Service Lee-Enfields（Commando & Auto Models）, Page 37. Arms & Militaria Press, 2001
38. ↑  Skennerton, Ian: The Lee-Enfield, page 205. Arms & Militaria Press, 2007
39. ↑  Skennerton, Ian: Small Arms Identification Series No. 12: Special Service Lee-Enfields（Commando & Auto Models）, Page 7. Arms & Militaria Press, 2001
40. ↑  . Anistor.gr.   [2012-02-14]. （原始内容存档于2021-03-09）.
41. ↑  . Rugreview.com.   [2012-02-14]. （原始内容存档于2012-02-04）.
42. ↑  . Daylife.com. 2008-07-24  [2012-02-14]. （原始内容存档于2012-03-18）.
43. 1 2  Hogg, Ian (2002). Jane's Guns Recognition Guide. Jane's Information Group. ISBN 978-0-00-712760-3.
44. ↑  Jordon, David. . The Lyons Press. 2005: 159. ISBN 1-59228-768-9.
45. ↑  Sumner, Ian. . Osprey Publishing. 1998: 14. ISBN 1-85532-707-4.
46. ↑  Sazanidis
47. ↑  . The Royal Hong Kong Regiment (The Volunteers) Association.   [2021-06-16]. （原始内容存档于2021-06-16）.
48. ↑  .   [2014-11-25]. （原始内容存档于2014-12-15）.
49. 1 2 3 4 5  Skennerton (2007), Chapter 11
50. ↑  . Euroarms.   [2012-02-14]. （原始内容存档于2012-02-24）.
51. 1 2  Skennerton (2007)
52. ↑  . Turk Mauser.   [2012-02-14]. （原始内容存档于2021-02-25）.
53. ↑  . Worldwar1.com.   [2012-02-14]. （原始内容存档于2007-06-03）.
54. ↑  . Thailandoutdoor.com.   [2012-02-14]. （原始内容存档于2021-02-24）.
55. ↑  Miller, David (2001). The Illustrated Directory of 20th century Guns. Salamander Books Ltd. ISBN 978-1-84065-245-1.
56. ↑  .   [11 September 2009]. （原始内容存档于2021-02-25）.
57. ↑  Shurtleff, Leonard G. . Doughboy Center: The Story of the American Expeditionary Forces. The Great War Society. 2003  [11 September 2009]. （原始内容存档于2021-02-25）.

## 外部連結
- （英文）-The Lee-Enfield （页面存档备份，存于）
- （中文）-枪炮世界 - 李-恩菲尔德弹匣式短步枪（SMLE / No.1步枪） （页面存档备份，存于）
  - No.4步枪 （页面存档备份，存于）
  - No.4 Mk.I (T)狙击步枪 （页面存档备份，存于）
  - No.5 Mk.I丛林卡宾枪 （页面存档备份，存于）